# Bierdrinker
De Bierdrinker is een bronzen standbeeld door de beeldhouwer Huib Noorlander. Het verbeeldt een man die het glas aan de lippen zet. Door de Rotterdammers wordt het beeld "Manneken Pils" genoemd.
Het beeld was een gift van Heineken NV aan de Nederlandse stad Rotterdam, als herinnering aan de oude brouwerij op de hoek van de Crooswijksesingel en de Linker Rottekade, die van 1873 tot 1968 actief was. Het beeld staat op het pleintje voor de oude brouwerij. Anno 2014 huist de stichting Pameijer gehandicaptenzorg in het gebouw. Kort daarnaast zat het oude Kantoorgebouw Heineken. Hierin is anno 2014 Molenaar & Co Architecten en Stichting Dock gevestigd. 